# Remus Cosma
Remus Cosma (ur. 12 listopada 1952) – rumuński bokser, medalista mistrzostw Europy z 1975, olimpijczyk.
Startował w wadze papierowej (do 48 kg). Wystąpił w niej na mistrzostwach świata seniorów w 1974 w Hawanie, gdzie w eliminacjach pokonał przez techniczny nokaut Henryka Średnickiego, a w ćwierćfinale przegrał ze Stephenem Muchokimz Kenii.
Zdobył brązowy medal w wadze papierowej na mistrzostwach Europy w 1975 w Katowicach, wygrywając dwie walki (w tym z Dietmarem Geilichem z NRD w ćwierćfinale) i przegrywając w półfinale z Enrique Rodríguezem z Hiszpanii. Na igrzyskach olimpijskich w 1976 w Montrealu przegrał pierwszą walkę z późniejszym brązowym medalistą Payao Poontaratem z Tajlandii.
Był mistrzem Rumunii w wadze papierowej w 1977, wicemistrzem w tej kategorii w 1972 oraz brązowym medalistą w 1971, 1973, 1974, 1975 i 1976.